# Жи-Парана

Жи-Парана на карте штата.

Жи-Парана (порт. Ji-Paraná) — муниципалитет в Бразилии на одноимённой реке, входит в штат Рондония. Составная часть мезорегиона Восток штата Рондония. Входит в экономико-статистический микрорегион Жи-Парана. Население составляет 116 610 человек на 2010 год. Занимает площадь 6 896,65 км². Плотность населения — 16,91 чел./км².

## История
Город основан 11 октября 1977 года.

## Демография
Согласно сведениям, собранным в ходе переписи 2010 г. Национальным институтом географии и статистики (IBGE), население муниципалитета составляет:
| Полное население                               | Полное население                               | Полное население                               | Полное население                               | 116 610 |
| ---------------------------------------------- | ---------------------------------------------- | ---------------------------------------------- | ---------------------------------------------- | ------- |
| в том числе:                                   | Городское население                            | 104 858                                        | Процент городского населения, %                | 89,92   |
|                                                | Сельское население                             | 11 752                                         | Процент сельского населения, %                 | 10,08   |
|                                                | Мужское население                              | 57 824                                         | Процент мужского населения, %                  | 49,59   |
|                                                | Женское население                              | 58 786                                         | Процент женского населения, %                  | 50,41   |
| Плотность населения, чел/км²                   | Плотность населения, чел/км²                   | Плотность населения, чел/км²                   | Плотность населения, чел/км²                   | 16,91   |
| Население муниципалитета в % к населению штата | Население муниципалитета в % к населению штата | Население муниципалитета в % к населению штата | Население муниципалитета в % к населению штата | 7,46    |

По данным оценки 2015 года население муниципалитета составляет 130 419 жителей.

## Статистика
- Валовой внутренний продукт на 2005 составляет 1.012.122.000,00 реалов (данные: Бразильский институт географии и статистики).
- Валовой внутренний продукт на душу населения на 2005 составляет 9.002,00 реалов (данные: Бразильский институт географии и статистики).
- Индекс развития человеческого потенциала на 2000 составляет 0,753 (данные: Программа развития ООН).

## География
Климат местности: экваториальный. В соответствии с классификацией Кёппена, климат относится к категории Am.

## Административное деление
Муниципалитет состоит из 3 дистриктов:
| № | Наименование дистрикта | Наименование дистрикта (порт.) | Территория, км² | Население, чел.(2010) | Население, чел.(2010) | Население, чел.(2010) | Плотность, чел./км² | Код дистрикта |
| № | Наименование дистрикта | Наименование дистрикта (порт.) | Территория, км² | всего                 | городское             | сельское              | Плотность, чел./км² | Код дистрикта |
| 1 | Жи-Парана              | Ji-Paraná                      | 6317            | 112414                | 103470                | 8944                  | 17,79               | 110012205     |
| 2 | Нова-Колина            | Nova Colina                    | 336             | 1460                  | 571                   | 889                   | 4,35                | 110012220     |
| 3 | Нова-Лондрина          | Nova Londrina                  | 243             | 2736                  | 817                   | 1919                  | 11,24               | 110012225     |

## Важнейшие населенные пункты
| № | Населённый пункт | Населённый пункт (порт.) | Категория | Население чел. (2010) | На карте                        |
| - | ---------------- | ------------------------ | --------- | --------------------- | ------------------------------- |
| 1 | Жи-Парана        | Ji-Paraná                | город     | 103470                | 10°53′02″ ю. ш. 61°56′10″ з. д. |
| 2 | Нова-Лондрина    | Nova Londrina            | поселок   | 817                   | 11°03′53″ ю. ш. 62°00′36″ з. д. |
| 3 | Нова-Колина      | Nova Colina              | поселок   | 571                   | 10°47′30″ ю. ш. 61°41′35″ з. д. |

## Галерея

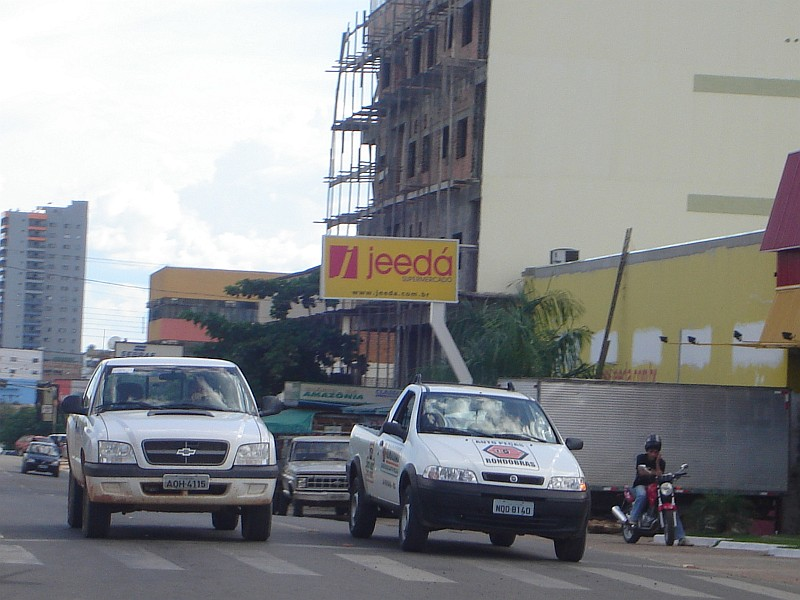
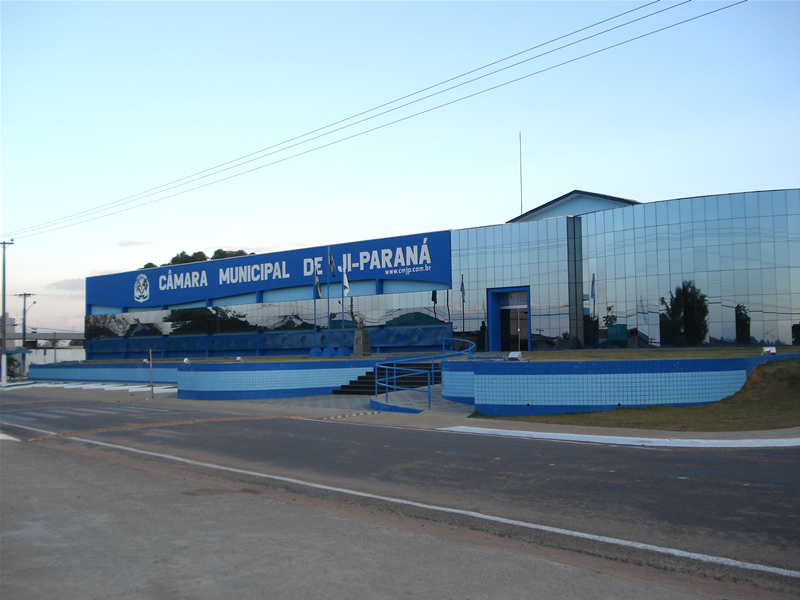
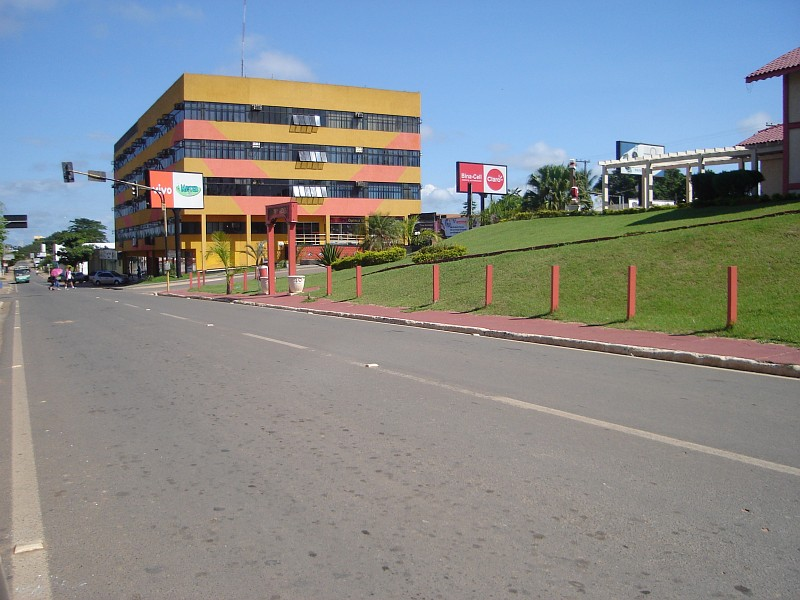
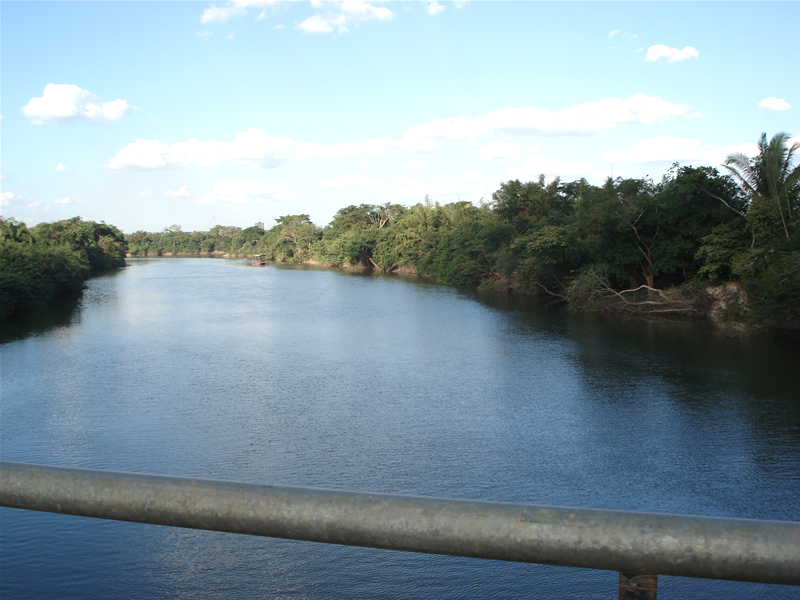
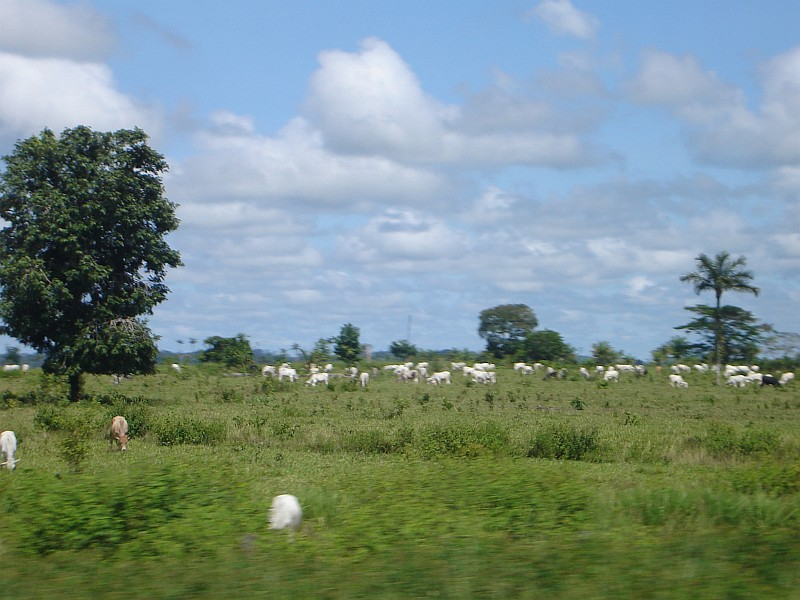
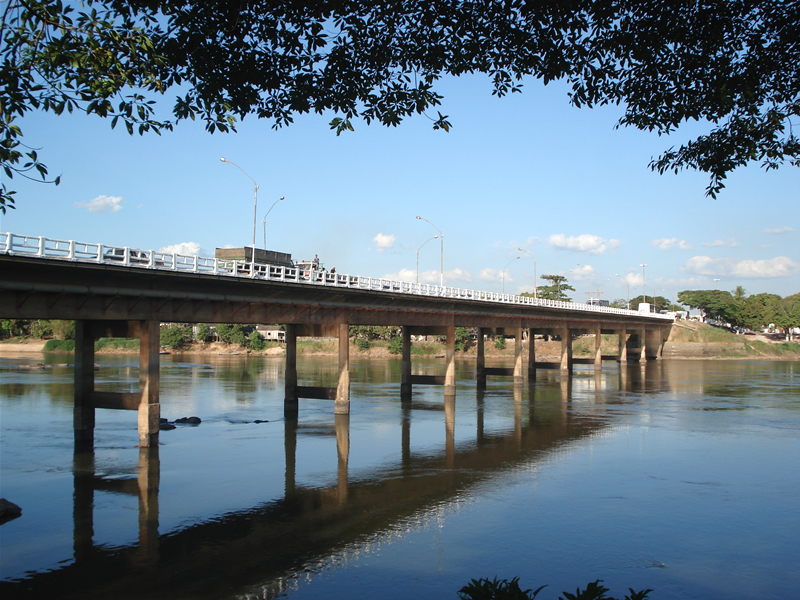
Мост
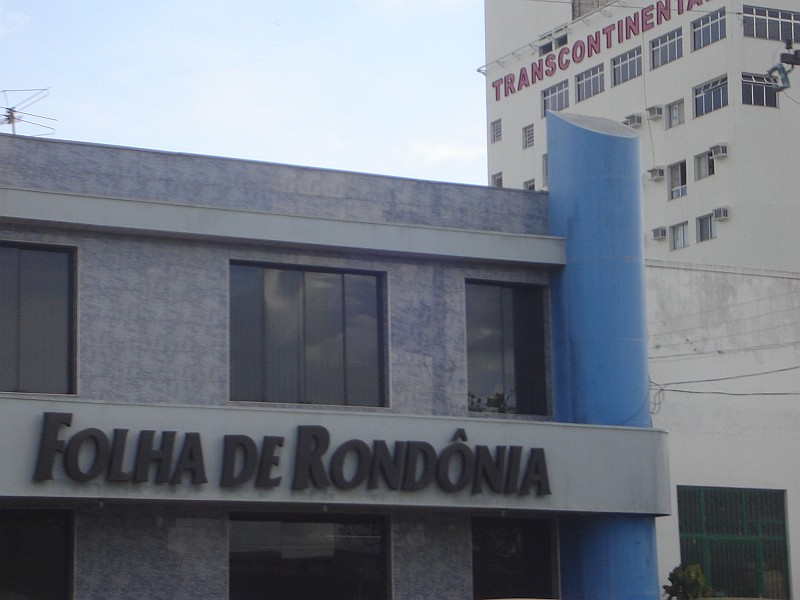
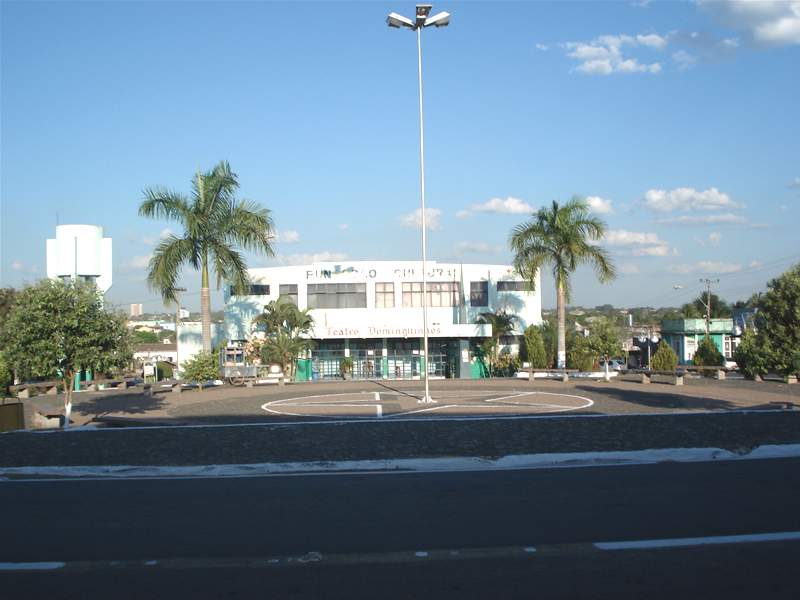
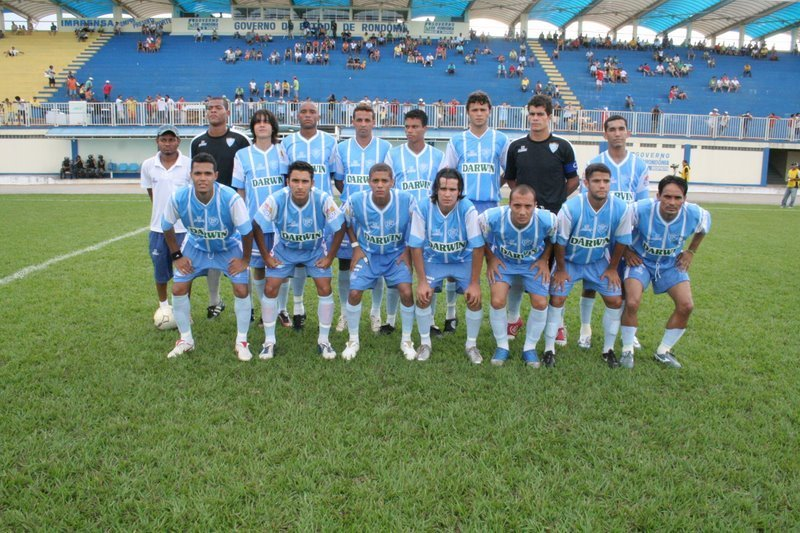
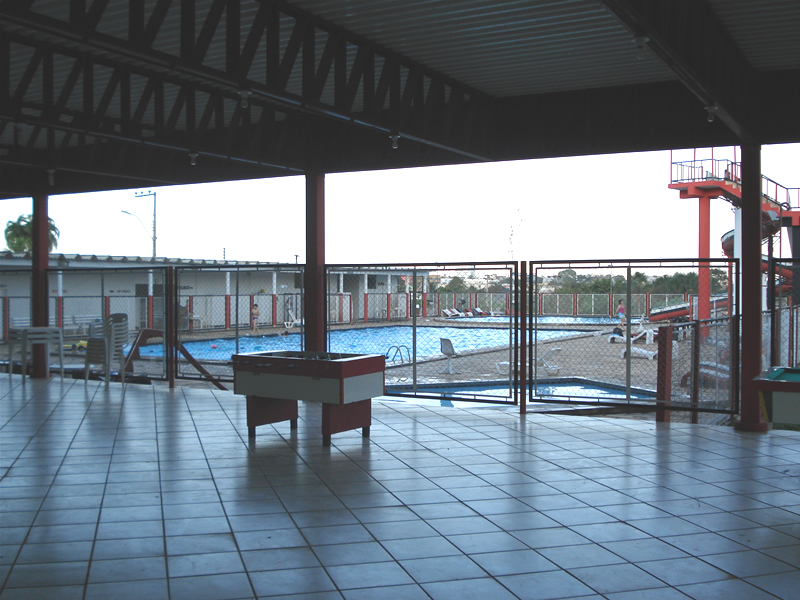